# Bastard (album)
Bastard – trzeci studyjny album thrashmetalowej grupy Kat. Wydany został w 1992 roku.
23 września 2016 roku nakładem wytwórni muzycznej Metal Mind Productions ukazała się reedycja nagrań. Wznowienie dotarło do 27. miejsca polskiej listy przebojów - OLiS.

## Lista utworów
| Nr | Tytuł utworu                      | Słowa       | Muzyka                                       | Długość |
| -- | --------------------------------- | ----------- | -------------------------------------------- | ------- |
| 1. | „W bezkształtnej bryle uwięziony” | Kostrzewski | Kostrzewski, Luczyk, Regulski                | 6:29    |
| 2. | „Zawieszony sznur”                | Kostrzewski | Kostrzewski, Luczyk, Regulski, Oset          | 6:25    |
| 3. | „Bastard”                         | Kostrzewski | Kostrzewski, Luczyk, Regulski, Loth          | 5:45    |
| 4. | „Ojcze samotni”                   | Kostrzewski | Kostrzewski, Luczyk, Regulski, Loth, Stasiak | 5:22    |
| 5. | „N.D.C. (utwór instrumentalny)”   |             | Luczyk, Oset                                 | 2:13    |
| 6. | „Piwniczne widziadła”             | Kostrzewski | Kostrzewski, Luczyk, Regulski, Loth          | 5:48    |
| 7. | „W sadzie śmiertelnego piękna”    | Kostrzewski | Kostrzewski, Luczyk, Regulski, Oset          | 6:14    |
| 8. | „Odmieńcy”                        | Kostrzewski | Kostrzewski, Luczyk, Regulski                | 6:43    |
| 9. | „Łza dla cieniów minionych”       | Kostrzewski | Kostrzewski, Luczyk, Regulski, Loth, Oset    | 4:27    |
|    |                                   |             |                                              | 49:26   |

## Twórcy
- Roman Kostrzewski - wokal prowadzący
- Piotr Luczyk - gitara rytmiczna, gitara prowadząca
- Jacek Regulski - gitara rytmiczna, gitara prowadząca
- Krzysztof Oset - gitara basowa
- Ireneusz Loth - perkusja
- Andrzej Puczyński - produkcja muzyczna, realizacja nagrań, miksowanie
- Jerzy Kurczak - okładka